# Ravna Banja
Ravna Banja (izvirno srbsko Равна Бања) je naselje v Srbiji, ki upravno spada pod Občino Medveđa; slednja pa je del Jablaniškega upravnega okraja.

## Demografija
V naselju živi 287 polnoletnih prebivalcev, pri čemer je njihova povprečna starost 41,5 let (40,3 pri moških in 42,7 pri ženskah). Naselje ima 116 gospodinjstev, pri čemer je povprečno število članov na gospodinjstvo 3,14.
Prebivalstvo je večinoma nehomogeno, a v času zadnjih treh popisov je opazno zmanjšanje števila prebivalcev.
|  |

| Demografija | Demografija     | Demografija     |
| Leto        | Št. prebivalcev | Št. prebivalcev |
| ----------- | --------------- | --------------- |
|             |                 |                 |
|             |                 |                 |
|             |                 |                 |
|             |                 |                 |
| 1948        | 1228            |                 |
| 1953        | 1329            |                 |
| 1961        | 1295            |                 |
| 1971        | 1035            |                 |
| 1981        | 716             |                 |
| 1991        | 593             | 552             |
| 2002        | 398             | 364             |
|             |                 |                 |

| Etnična sestava po popisu iz leta 2002 | Etnična sestava po popisu iz leta 2002 | Etnična sestava po popisu iz leta 2002 | Etnična sestava po popisu iz leta 2002 | Etnična sestava po popisu iz leta 2002 |
| -------------------------------------- | -------------------------------------- | -------------------------------------- | -------------------------------------- | -------------------------------------- |
| Srbi                                   | Srbi                                   |                                        | 205                                    | 56,31%                                 |
| Albanci                                | Albanci                                |                                        | 153                                    | 42,03%                                 |
| Črnogorci                              | Črnogorci                              |                                        | 1                                      | 0,27%                                  |
| Bolgari                                | Bolgari                                |                                        | 1                                      | 0,27%                                  |
| Neznano                                | Neznano                                |                                        | 0                                      | 0,0%                                   |